# Cristofano Malvezzi
Cristofano Malvezzi (Lucca, 1547 – Firenze, 1597) è stato un compositore italiano.

## Biografia
Cristofano (o Cristoforo) Malvezzi fu uno dei maggiori compositori attivi a Firenze, durante il periodo di transizione verso la musica barocca. 
Allievo di Francesco Corteccia, gli succedette nell'incarico di maestro di cappella del Granduca di Toscana, e del Duomo. Fu il curatore dell'edizione degli Intermedi et concerti composti per la commedia La Pellegrina  rappresentata nel 1589, primo esempio di musica polifonica composta per il teatro prima dell'epoca del Melodramma. 
Anche il fratello minore, Alberigo (1550–1615), fu un organista e compositore attivo a Firenze negli stessi anni. Tra i tanti allievi del Malvezzi può essere menzionato Jacopo Peri, spesso definito "l'inventore dell'opera lirica".

## Opere pubblicate
- Il Primo libro dei ricercari a 4 voci (Perugia 1577)
- Il Primo libro de madrigali a 6 voci (Perugia 1584)
- Il Secondo libro de madrigali a 5 voci (non datato) (1590 incompleto)
- Intermedi et concerti composti per la commedia La Pellegrina (15 brani) rappresentata nel 1589 vedi Intermedi della Pellegrina Firenze
- 6 madrigali in raccolte varie
- Il 3° e 4° Intermezzo per L'amico fido del conte Bardi di Vernio (1585)
- Il 5° intermedio per Le due Persilie di G. Fadini (1583)